# Рамирес, Йонни
Йонни Альбейро Рамирес Лосано (англ. Yhonny Albeiro Ramírez Lozano; род. 23 мая 1983 года, Медельин, Колумбия) — бывший колумбийский футболист, опорный полузащитник.

## Клубная карьера
Рамирес начал карьеру в клубе «Энвигадо». В 2004 году он дебютировал в Кубке Мустанга. В 2006 году команда впервые вылетела из элиты, но Йонни остался в клубе и уже спустя год помог клубу вернуться обратно. В 2007 году Рамирес покинул «Энвигадо» и недолго выступал за «Реал Картахена». В 2008 году он присоединился к «Бояка Чико», в составе которого в том же году стал чемпионом Колумбии. В 2011 году Йонни, сыграв более 100 матчей за клуб, покинул команду и подписал контракт с «Мильонариос». 12 февраля в матче против «Ла Экидад» он дебютировал за новый клуб. В этом же сезоне Йонии стал чемпионом страны во второй раз. 20 апреля 2013 года в поединке против «Рионегро Агилас» Рамирес забил свой первый гол за «Мильонариос». В начале 2014 года Йонни на правах аренды перешёл в «Атлетико Хуниор». 26 января в матче против «Атлетико Уила» он дебютировал за новый клуб. 22 ноября 2015 года в поединке против своего бывшего клуба «Бояка Чико» Рамирес забил свой первый гол за «Атлетико Хуниор». В том же году он помог клубу завоевать Кубок Колумбии.
В начале 2017 года Рамирес подписал контракт с «Кукута Депортиво». 8 июля в матче против «Барранкильи» он дебютировал за новую команду.

## Достижения
Командные
 «Бояка Чико»
- Чемпионат Колумбии по футболу — Апертура 2008

 «Мильонариос»
- Чемпионат Колумбии по футболу — Финалисасьон 2012

 «Атлетико Хуниор»
- Обладатель Кубка Колумбии — 2015